# Jastrząb
Jastrząb è un comune rurale polacco del distretto di Szydłowiec, nel voivodato della Masovia.
Ricopre una superficie di 54,79 km² e nel 2004 contava 5 059 abitanti.